# 北帕默斯顿

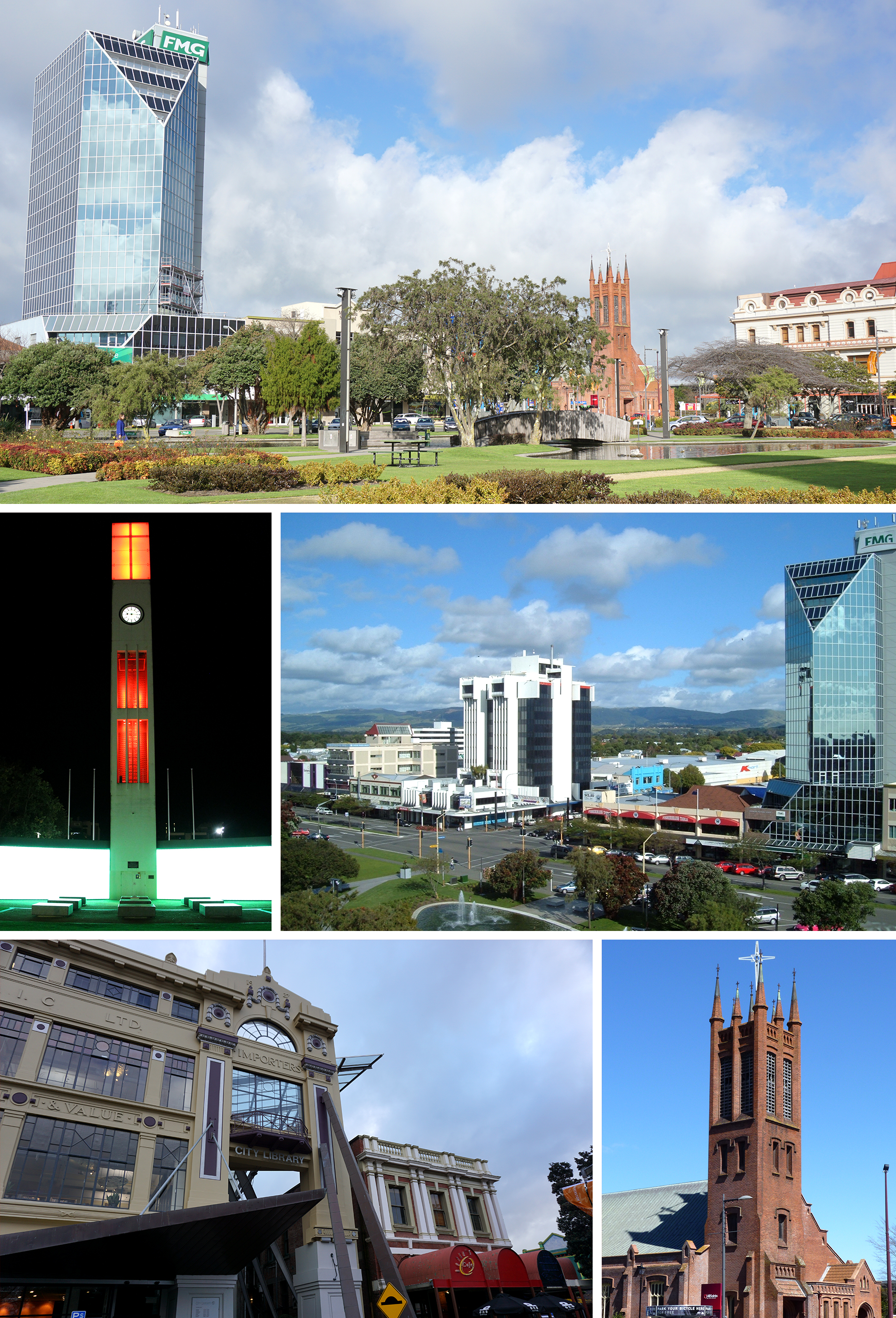
北帕默斯顿

北帕默斯顿，簡稱北帕，位於新西兰北岛南部、马纳瓦图-旺加努伊區的一個中型城市，距离首都惠灵顿约150公里。该城市人口约91,800人，为新西兰第六大城市。北帕默斯顿是梅西大学本部所在地，自称为“学生之城”。